# Diego de Almagro
Diego de Almagro (tiếng Tây Ban Nha: [ˈdjeɣo ðe alˈmaɣɾo]; k. 1475 - 8 tháng 7 năm 1538), còn được gọi là El Adelantado và El Viejo, là một conquistador người Tây Ban Nha nổi tiếng vì những chiến tích ở miền tây Nam Mỹ. Ông cùng Francisco Pizarro thành lập "Đoàn chinh phạt Levant" và chinh phục thành công Đế quốc Inca. Trong cuộc thảo phạt đó, ông đã đặt nền móng cho các thị trấn thuộc địa như Quito và Trujillo ở Ecuador và Peru ngày nay. Từ Peru, Almagro dẫn đầu đoàn thám hiểm Tây Ban Nha đầu tiên đến miền trung Chile. Sau khi không tìm thấy một đế quốc rộng lớn hơn ở Chile, ông quay trở về Peru, uất ức vì trắng tay, từ đó mà nảy sinh lòng đố kỵ đối với anh em Pizarro. Almagro chiếm đoạt thủ đô Cuzco và tại đây, một cuộc nội chiến nổ ra giữa phe Almagro và phe Pizarro. Trong trận Las Salinas năm 1538, Almagro bị anh em nhà Pizarro đánh bại và vài tháng sau, ông bị xử tử vì tội phản trắc.

## Thiếu thời
Ta không biết mấy về quãng đời này của Diego de Almagro ngoài vài mảnh thông tin sau đây:
Ông sinh năm 1475 tại Almagro, Ciudad Real. Tên họ của ông được đặt theo tên ngôi làng vì ông là con ngoài giá thú của Juan de Montenegro và Elvira Gutiérrez. Để bảo toàn danh dự cho mẹ ông, họ hàng bên ngoại gửi ông sang thị trấn kề bên là Bolaños de Calatrava để được nuôi bởi Sancha López del Peral, sau này di chuyển tới Aldea del Rey.
Năm lên 4, ông trở lại Almagro và được dạy dỗ bởi một người chú tên Hernán Gutiérrez. Năm 15 tuổi, ông bỏ nhà ra đi vì bị người chú ngược đãi. Ông đến thăm người mẹ ruột, hiện đang sống với người chồng mới, để kể cho bà nghe những gì đã xảy ra và dự định đi ngao du thế giới của ông, và cũng để xin một ít bánh mì lót dạ. Mẹ của ông đau khổ, đưa cho ông mẩu bánh mì và ít tiền xu rồi nói: "Giữ lấy, con trai, đừng gây thêm rắc rối cho mẹ, và hãy đi đi, và mong Chúa sẽ giúp con trong cuộc phiêu lưu của con." [Toma, hijo, y no me des más presión, y vete, y ayúdate de Dios en tu aventura]
Ông đến Sevilla và có lẽ hành nghề ăn trộm để tồn tại, Almagro trở thành hầu cận của Don (Ngài) Luis Gonzalez de Polanco, một trong bốn Alcaldes de la Casa y Corte de Su Majestad và sau đó là Cố vấn của Quân chủ Công giáo. Thời gian ở Sevilla (hoặc Toledo theo Kim MacQuarrie), Almagro đâm trọng thương một người trong lúc tranh cãi khiến ông bị xét xử trước tòa.
Don Luis thuyết phục Don Pedro Arias Dávila tha bổng và cho phép Almagro lên một trong những con tàu sang Tân Thế giới từ cảng Sanlucar de Barrameda. Casa de Contratacion (cơ quan hoàng gia của Đế quốc Tây Ban Nha) yêu cầu những kẻ vượt Đại Tây Dương phải tự chu cấp vũ khí, quần áo và nông cụ của riêng họ. Việc này đã được Don Luis lo liệu hết cho Almagro.

## Ở châu Mỹ

### Tại Panama
Diego de Almagro, lúc này đã ngoài 30, tới Tân Thế giới vào ngày 30 tháng 6 năm 1514, cùng chuyến thám hiểm mà Fernando II của Aragon đã gửi dưới sự lãnh đạo của Dávila. Đoàn thám hiểm đến thành phố Santa María la Antigua del Darién, Panama, nơi quy tụ nhiều conquistador tương lai khác, trong số đó có Francisco Pizarro.
Không có nhiều thông tin chi tiết về các hoạt động của Almagro trong thời kỳ này nhưng ta biết rằng ông đã đồng hành với nhiều thủy thủ khác nhau khởi hành từ Darien giữa năm 1514 và 1515. Cuối cùng, ông trở về và định cư ở Darien, nơi ông được cấp một encomienda, xây dựng một ngôi nhà và làm nông kiếm sống.
Almagro tổ chức cuộc viễn chinh độc lập đầu tiên của mình vào tháng 11 năm 1515, chỉ huy 260 người và thành lập Villa del Acla, đặt theo tên của địa danh Anh-điêng. Do bệnh tật, ông trao quyền chỉ huy cho Gaspar de Espinosa. Espinosa quyết định thực hiện một cuộc thám hiểm mới, khởi hành vào tháng 12 năm 1515 với 200 người, bao gồm cả Almagro và Francisco Pizarro (lần đầu tiên được chỉ định làm chỉ huy). Trong chuyến thám hiểm kéo dài 14 tháng này, Almagro, Pizarro và Hernando de Luque kết nghĩa với nhau.
Cũng trong thời gian này, Almagro biết tới Vasco Núñez de Balboa, người phụ trách Acla. Almagro muốn đóng một con tàu từ số vật liệu còn sót lại của chuyến thám hiểm Espinosa, rồi hạ thủy xuống "Biển Nam vĩ đại" (nghĩa là Thái Bình Dương). Không có bằng chứng xác đáng cho rằng Almagro tham gia vào chuyến thám hiểm của Balboa và có lẽ ông quay trở lại Darien.
Almagro tham gia vào nhiều cuộc thám hiểm khác nhau ở Vịnh Panama, bao gồm cả những chuyến thám hiểm của Espinosa được hỗ trợ bởi các tàu của Balboa. Ông là một trong những người định cư sớm tại thành phố mới lập Panama, cư trú tại đây trong 4 năm. Ông lấy một người phụ nữ Anh-điêng tên Ana Martínez làm vợ thông lệ và bà hạ sinh đứa con trai đầu lòng, El Mozo.

### Chinh phạt Peru
Đến năm 1524 hoặc 1526, Almagro, Pizarro và Luque thành lập đoàn chinh phạt Levant (Compañía de Levante).:24:8 Đến đầu tháng 8 năm 1524, họ nhận được cấp phép để khám phá và chinh phục các vùng đất xa hơn về phía nam. De Almagro sẽ ở lại Panama để tuyển dụng binh lính và thu thập nhu yếu phẩm cho các cuộc thám hiểm do Pizarro dẫn đầu.:92–102
Sau một số cuộc thám hiểm xuống Nam Mỹ, Pizarro bảo đảm vùng đất Peru với Capitulation của hoàng gia vào ngày 6 tháng 7 năm 1529.:133 Trong khi Pizarro tiếp tục khám phá lãnh thổ Inca, ông bắt giữ thành công Hoàng đế Atahualpa trong Trận Cajamarca vào năm 1532. De Almagro gia nhập Pizarro ngay sau đó, tăng viện quân lính và lương thảo.:219–222,233
Sau khi Peru rơi vào tay người Tây Ban Nha, cả Pizarro và De Almagro ban đầu hợp tác để thành lập các thị trấn mới để củng cố quyền thống trị của họ. Pizarro cử De Almagro truy đuổi tướng Inca Quizquiz đang chạy tới Quito phía bắc của Đế quốc Inca. Conquistador đồng hương của họ là Sebastián de Belalcázar cũng tới và chứng kiến cảnh Quito đã bị tiêu thổ bởi tướng Inca Rumiñawi. Người Inca đã đốt thành và chôn kho báu của nó tại một địa điểm bí mật, giấu khỏi người Tây Ban Nha. Sự xuất hiện bất ngờ của Pedro de Alvarado (vị này từng tham chiến trong cuộc chinh phạt đế quốc Aztec và Maya) từ Guatemala để tìm kiếm vàng Inca càng làm phức tạp thêm tình hình của Almagro và Belalcázar. Tuy nhiên, mọi chuyện được giải quyết ổn thỏa do Pizarro chấp thuận trả khoản bồi thường hậu hĩnh để Alvarado rời đi.:223–227
Để giành lấy Quito trước Belalcázar, vào tháng 8 năm 1534 De Almagro thành lập một thị trấn bên bờ Laguna de Colta (Hồ Colta) ở chân đồi Chimborazo, cách Quito ngày nay khoảng 200 km về phía nam và đặt tên nó là "Santiago de Quito." Bốn tháng sau, thành phố Trujillo của Peru được thành lập, được Almagro đặt tên là "Villa Trujillo de Nueva Castilla" (Làng Trujillo ở Tân Castilla) để vinh danh nơi sinh của Francisco Pizarro, Trujillo ở Extremadura, Tây Ban Nha. Điều này minh chứng cho tình bạn cao cả giữa Pizarro và Almagro, được các nhà sử học mô tả là sự kiện cuối cùng trong tình bạn của họ trước cuộc tranh chấp Cuzco.

### Xung đột với anh em Pizarro

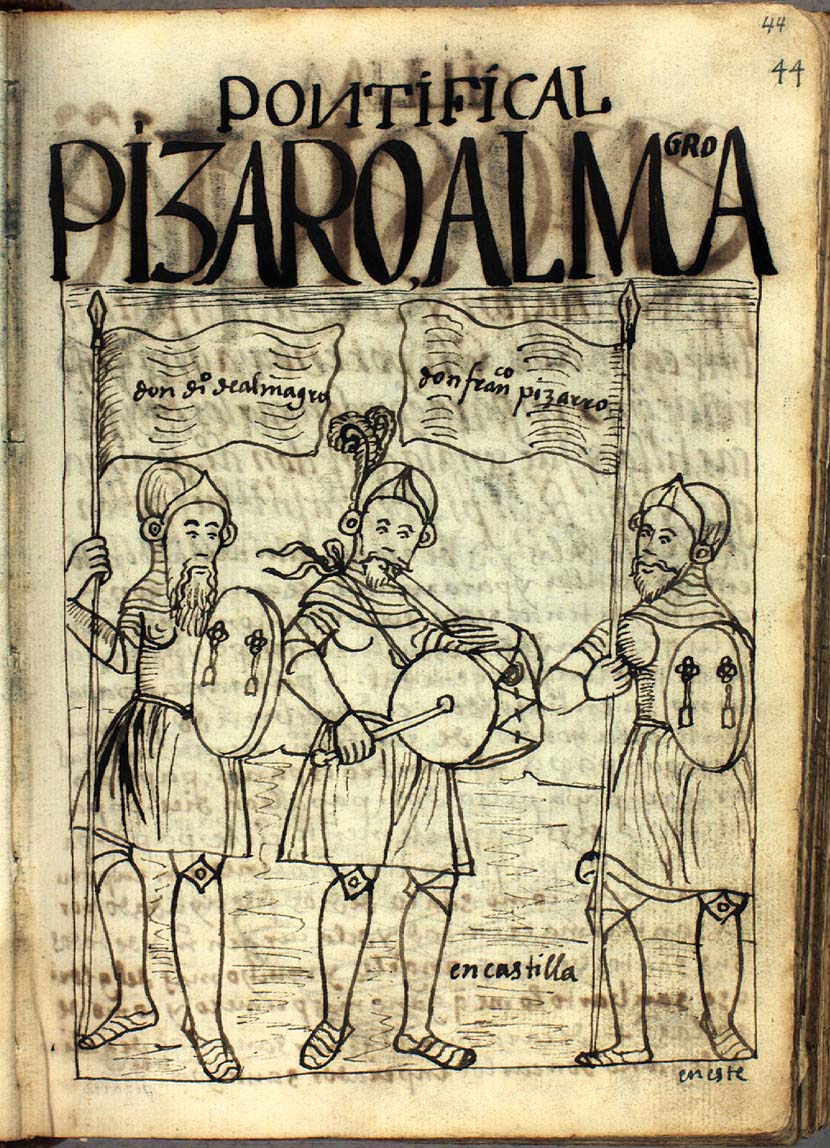
Diego de Almagro và Francisco Pizarro tại Castile
bức tranh từ năm 1615

Sau khi chia cắt kho báu của hoàng đế Inca Atahualpa, cả Pizarro và Almagro hành quân tới Cuzco và chiếm thành phố vào năm 1533. Tuy nhiên, tình bạn của De Almagro với Pizarro có dấu hiệu xấu đi vào năm 1526, khi Pizarro nhân danh các conquistador đồng hành cùng ông, được ban chiếu "Capitulacion de Toledo" trong đó Vua Charles I của Tây Ban Nha ủy quyền cuộc chinh phạt Peru và phần thưởng mà mỗi kẻ chinh phạt sẽ giành được. Tuy nhiên, từ rất lâu trước đó, các bên đã hứa sẽ chia đều lợi ích. Pizarro chiếm phần thưởng lớn hơn do Almagro không tham chiến ở trận Cajamarca - sự kiện quyết định trong cuộc chinh phạt. Dù vậy, công lao của Almagro vẫn được nhà vua công nhận và ông được ban danh hiệu "Don" cùng với một gia huy riêng.
Diego de Almagro giàu lên nhờ cải thu thập được trong cuộc chinh phạt Peru và được sống một cuộc sống xa hoa ở Cuzco, nhưng viễn cảnh chinh phục những vùng đất xa hơn về phía nam vẫn rất hấp dẫn đối với ông ta. Do cuộc tranh chấp Cusco càng ngày leo thang với anh em Pizarro, Almagro dành thời gian và tiền bạc để trang bị cho một đội quân Tây Ban Nha 500 người đi thám hiểm các vùng đất mới phía nam Peru.
Đến năm 1534, vương miện Tây Ban Nha quyết định chia cắt thuộc địa này thành hai, hình thành chế độ thống đốc của "Nueva Castilla" (từ 1° vĩ đến 14° vĩ, gần Pisco) và của "Nueva Toledo" (từ 14° đến 25° vĩ, ở Taltal, Chile), ban vùng đất thứ nhất cho Francisco Pizarro và vùng thứ hai cho Diego de Almagro. Vương miện trước đó đã giao cho Almagro quyền thống đốc của Cuzco trong lúc De Almagro đang tiến đến đó cùng lúc Charles V phân chia lãnh thổ giữa Nueva Castilla và Nuevo Toledo. Đây có lẽ là lý do tại sao Almagro không ngay lập tức đối đầu với Pizarro để giành lấy Cuzco và quyết định đi khám phá sự giàu có của Chile.

### Khám phá Chile
Francisco và Diego đồng ý hiệp định mới vào ngày 12 tháng 6 năm 1535, trong đó họ chấp nhận chia sẻ những khám phá trong tương lai một cách bình đẳng. Diego gây dựng một cuộc thám hiểm đến Chile, hy vọng nó "sẽ dẫn đến sự giàu có thậm chí còn lớn hơn những gì họ đã tìm thấy ở Peru.":230,233–234 Almagro cử ba người lính Tây Ban Nha của mình đi trước, cùng với thầy tư tế tôn giáo của người Inca, Willaq Umu và em trai của Manco Inca Yupanqui, Paullo Topa. De Almagro cử Juan de Saavedra dẫn tiền quân gồm 150 bính lính, còn ông sẽ theo sau với lực lượng bổ sung.:230,233–234 Saavedra thành lập khu định cư đầu tiên của người Tây Ban Nha ở Bolivia vào ngày 23 tháng 1 năm 1535, gần thủ phủ Paria của người Inca.
Almagro rời Cuzco vào ngày 3 tháng 7 năm 1535 và dừng chân tại Moina cho đến ngày 20. Trong khi đó ở Cusco, em trai của Francisco Pizarro, Juan Pizarro,bắt giam Manco Inca Yupanqui, làm phức tạp kế hoạch của De Almagro vì người Inca theo ông bắt đầu bất mãn với người Tây Ban Nha. Sau khi rời Moina, De Almagro bám theo mạng lưới đường mòn Inca, cùng với 750 lính Tây Ban Nha không được chia phần sau trận Cajarmarca. Sau khi băng qua dãy núi Bolivia và băng qua Hồ Titicaca, Almagro tới được bờ sông Desaguadero và dựng trại ở Tupiza. Từ đó, đoàn thám hiểm nán lại ở Chicoana rồi rẽ sang hướng đông nam để băng qua dãy núi Andes.
Cuộc thám hiểm khó khăn và gian nan hơn là họ nghĩ. Đoạn đường gian nan nhất là cuộc vượt núi Andes: cái lạnh, cái đói và sự mệt mỏi giết nhiều lính Tây Ban Nha và người bản xứ nhưng chủ yếu là những nô lệ không quen với khí hậu khắc nghiệt như vậy.:252–253 De Almagro bắt đầu nghĩ rằng đây là một thất bại thảm khốc. Ông ra lệnh cho một nhóm nhỏ dưới quyền Rodrigo Orgóñez thám thính phía nam.:253 May mắn thay, họ phát hiện Thung lũng Copiapó, nơi Gonzalo Calvo Barrientos (một lính Tây Ban Nha bị Pizarro trục xuất khỏi Peru vì tội ăn cắp những đồ vật mà người Inca dâng làm tiền chuộc) đã kết nghĩa với những người bản địa. Tại nơi đây, Almagro chính thức tuyên bố chủ quyền của Chile cho vua Charles V.